# (33341) 1998 WA5
(33341) 1998 WA5 es un cinturón de asteroides con una semieje mayor de 1.94 AU, de Inclinación orbital de 28.37°, y Excentricidad orbital de 0.058447. Su período orbital es de 2.70 años en la constelación Auriga.

## Descubrimiento
(33341) 1998 WA5 fue descubierto el 19 de noviembre de 1998 en la Estación Astronómica Catalina, un observatorio astronómico ubicado en las montañas de Santa Catalina a unos 29 kilómetros al noreste de Tucson, Arizona, por el proyecto Catalina Sky Survey.

## Características orbitales
La órbita de este grupo de asteroides se caracteriza por un semieje mayor de 1.94 UA, un perihelio de 1,82 UA, una excentricidad de 0,06 y una inclinación de 28,38° con respecto a la eclíptica. Debido a estas características, a saber, un semieje mayor de menos de 2 AU y un perihelio mayor de 1,666 AU, se clasifica, según la base de datos de cuerpos pequeños del JPL, como un objeto del cinturón interior principal de asteroides.

## Características físicas
(33341) 1998 WA5 tiene una magnitud absoluta (H) de 15,0 y un albedo estimado de 0,349, lo que permite calcular un diámetro de 2542 kilómetros (1579,5 mi). Estos resultados se obtuvieron gracias a las observaciones del Wide-field Infrared Survey Explorer (WISE), un telescopio espacial estadounidense puesto en órbita en 2009 y que observa todo el cielo en el infrarrojo, y publicado en 2011 en un artículo que presenta los primeros resultados para asteroides del cinturón principal.